# Eva (manzana)
Eva es una variedad cultivar de manzano (Malus domestica). Esta manzana ha sido desarrollada en el Estado de Paraná, Brasil.

## Sinónimos
- 'Eva Alma'
- 'Eva's Calvill'
- 'Eve Apple'
- 'Eve Apple (of Scotland)'
- 'Eve Apple (Scottish)'
- 'Manks Codlin'

## Historia
Fue conseguida en 1999 por los investigadores del « Instituto Agronômico do Paraná » ( "IAPAR").
Igual que el cultivar de manzana 'Julieta' las manzanas 'Eva' crecen y son productivas incluso en climas tropicales.

## Características
La manzana 'Eva', es una manzana de mesa de postre parcialmente roja.
Época de maduración desde otoño hasta principios de invierno.